# Dunragh Loughs/Pettigo Plateau SAC
Dunragh Loughs/Pettigo Plateau SAC este o arie protejată (arie specială de conservare — SAC, sit de importanță comunitară — SCI) din Irlanda întinsă pe o suprafață de 2.022,65 ha, integral pe uscat.

## Localizare
Centrul sitului Dunragh Loughs/Pettigo Plateau SAC este situat la coordonatele 54°37′23″N 7°57′17″W / 54.622957°N 7.95469°V.

## Înființare
Situl Dunragh Loughs/Pettigo Plateau SAC a fost declarat sit de importanță comunitară în noiembrie 1997 pentru a proteja 5 specii de animale. Situl a fost protejat și ca arie specială de conservare în iulie 2021.

## Biodiversitate
Situată în ecoregiunea atlantică, aria protejată conține 2 habitate naturale: Pajiști umede nord-atlantice cu Erica tetralix, Turbării de acoperire (* exclusiv pentru turbării active).
La baza desemnării sitului se află mai multe specii protejate de  păsări (5): Anser albifrons flavirostris, șoim de iarnă (Falco columbarius), becațină comună (Gallinago gallinago), cufundar mic (Gavia stellata), ploier auriu (Pluvialis apricaria).
Pe lângă speciile protejate, pe teritoriul sitului au mai fost identificate 1 specie de păsări.